# Gobernación de Puerto Saíd
La Gobernación de Puerto Saíd (árabe: محافظة بور سعيد ) es una de las veintisiete gobernaciones que conforman la principal división administrativa de la República Árabe de Egipto. Se localiza en el noreste de dicho país y su capital es la ciudad de Puerto Saíd. Posee costas sobre el mar Mediterráneo.

## Distritos con población estimada en julio de 2017
- Aḍ-Ḍawāḥy 141,434
- Al-'Arab 57,341
- Al-Janūb 39,877
- Al-Manākh 80,580
- Al-Manāṣrah 5,317
- Ash-Sharq 33,002
- Az-Zuhūr 253,501
- Būr Fuād 85,208
- Mubārak - Sharq at-Tafrī'tah 6,947

## Población y territorio
La gobernación de Puerto Saíd tiene 749.371 habitantes, que residen en un pequeño territorio que abarca una superficie de 72 kilómetros cuadrados. La densidad poblacional es de 7.927 habitantes por kilómetro cuadrado.